# Batié
Batié  város Burkina Faso déli részén, Noumbiel tartományban. Népessége 2007-ben 6700 fő volt.

## Fordítás
- Ez a szócikk részben vagy egészben  a   Batié, Burkina Faso című angol Wikipédia-szócikk ezen változatának fordításán alapul.  Az eredeti cikk szerkesztőit annak laptörténete sorolja fel. Ez a jelzés csupán a megfogalmazás eredetét és a szerzői jogokat jelzi, nem szolgál a cikkben szereplő információk forrásmegjelöléseként.